# Maurice Ohana
Maurice Ohana (* 12. Juni 1913 in Casablanca; † 13. November 1992 in Paris) war ein französischer Komponist marokkanischer Herkunft, obwohl sein Vater aus dem britischen Gibraltar stammte.

## Leben
Ohana entstammte einer andalusisch-sephardischen Familie. Seine Jugend verbrachte er in Französisch-Marokko und er erhielt eine französische Erziehung. Im Alter von 20 Jahren übersiedelte er mit seiner Familie nach Südfrankreich.
Ohana studierte zunächst Architektur, bevor er eine musikalische Laufbahn einschlug. Er studierte in Paris, Barcelona und Rom. Seine Lehrer waren Jean-Yves Daniel-Lesur in Paris und ab 1944 Alfredo Casella in Rom. In der Zeit zwischen 1936 und 1947 war Ohana auch als Konzertpianist tätig. Erste Kompositionen entstanden zwischen 1944 und 1946.
Nach dem Ende des Zweiten Weltkriegs, an dem er auf britischer Seite an den Gefechten in Italien teilgenommen hatte, übersiedelte er nach Paris, wo er den Rest seines Lebens verbrachte.
Ohana schrieb verschiedene Instrumentalkonzerte, darunter ein Gitarren- und ein Trompetenkonzert, ein Konzert für zwei Klaviere, Schlagzeug und Orchester, Ballettmusiken, Opern und Filmmusik. Er war einer der Gründer der Groupe Zodiaque, die eine völlige Freiheit des musikalischen Ausdrucks vertrat. Seine Kompositionen verraten spanische und französische Einflüsse, wie von Ravel, Debussy, Manuel de Falla, Isaac Albéniz, aber auch von Strawinski und Bartók.
Der Musikwissenschaftler Harry Halbreich charakterisierte Ohanas künstlerisches Schaffen und dessen musikgeschichtliche Stellung 1997 mit folgenden Worten: „The fact that Maurice Ohana was one of the very greatest composers of this century seems to remain one of the best guarded secrets of our musical life.“ (Die Tatsache, dass Maurice Ohana einer der größten Komponisten dieses Jahrhunderts war, scheint eines der bestgehüteten Geheimnisse unseres Musiklebens zu sein).

## Werke (Auswahl)

### Opern
- Chanson de toile (mit Marionetten) (1960)
- Syllabaise pour Phèdre (1969)
- Autodafé (mit Marionetten) (1972)

### Oratorium
- Récit de l’an zéro, auf ein Gedicht von Georges Schehadé (1959)

### Orchesterwerke
- Konzert für zwei Klaviere, 4 Schlagzeuger und Orchester (1966)
- Konzert für Klavier und Orchester (1980–1981)
- Gitarrenkonzert (1957)
- Zwei Violoncellokonzerte (1977) und (1990)
- T'Harân Ngô, sinfonisches Werk (1973–1974)
- Chiffre de Clavecin, Konzert für Cembalo und 21 Instrumente
- Stück für Klavier, Flöte, Kithara und Orchester, mit Dritteltönen
- Trauergesang für Claude Debussy für Klavier, dritteltönige Kithara, Singstimmen und Kammerorchester

### Kammermusik
- Quattre Études Choreographiques (1955) (1963 revidierte Version für 6 Schlagzeuger – Les Percussion de Strasbourg)
- Tientos für Gitarre (1955). Der Tiento war ursprünglich das – wenn auch stärker in sich gekehrte, die Ausdruckskraft mehr auf das Instrument selbst als auf den brillanten Stil stützende – spanische Pendant zu Toccata und daneben auch eine etwas ernstere Form des Flamenco
- Cinq séquences für Streichquartett (1964)

### Klavierwerke
- 24 Präludien für Klavier (1973)
- Douze études d’interprétation (1981–1985)

### Werke für Cembalo
- Deux pièces (Wamba und Conga) (1982–83)
- Carillons pour les heures du jour et de la nuit (no. 46) (1967)

- So Tango (no. 107) für Cembalo oder Klavier (1996)